# Alberto Jo Lee
Alberto Jo Lee (8 de junio de 1979, Barcelona) es un actor y taekwondista español de ascendencia coreana, conocido por sus papeles en 3 caminos, Societat negra y 522, Un gato, un chino y mi padre.

## Filmografía

### Cine
| Año  | Título                                          | Papel              | Notas        |
| ---- | ----------------------------------------------- | ------------------ | ------------ |
| 2005 | Tapas                                           | Mao                | Película     |
| 2007 | El club de los suicidas                         | Tsu Wen            | Película     |
| 2007 | Yono y Seo                                      | Yono               | Cortometraje |
| 2008 | Fuera de carta                                  | Dae-Su             | Película     |
| 2008 | La noche que dejó de llover                     | Chino              | Película     |
| 2009 | Al final del camino                             | Kim                | Película     |
| 2009 | The Last 3 Lines, Fishtank                      | El Macarra         | Cortometraje |
| 2010 | Conte de Nadal@.cat                             | Groc               | Película     |
| 2011 | Atrapats                                        | Jan                | Película     |
| 2011 | El sueño de Iván                                | Lee Jung           | Película     |
| 2012 | La historia del hombre que caminaba hacia atrás | Xin Jua            | Cortometraje |
| 2012 | 64 postures                                     | Chung              | Película     |
| 2013 | Omnívoros                                       | Cocinero oriental  | Película     |
| 2015 | Nadie quiere la noche                           | Odaq               | Película     |
| 2015 | Amaia's Little Helpers                          | Aki                | Cortometraje |
| 2015 | Thalion Ltd.                                    | Five               | Cortometraje |
| 2016 | Como reinas                                     | Chen Lau           | Película     |
| 2017 | Señor, dame paciencia                           | Haruki             | Película     |
| 2017 | Thi Mai, rumbo a Vietnam                        | Croupier           | Película     |
| 2017 | Paella Today!                                   | Jimmy              | Película     |
| 2017 | Bouncer                                         | Johnny To          | Cortometraje |
| 2018 | Lobisome                                        | Andrei             | Cortometraje |
| 2018 | El hombre que mató a Don Quijote                | Traductor de chino | Película     |
| 2018 | The Conversation                                | Matt               | Película     |
| 2019 | 522. Un gato, un chino y mi padre               |                    | Película     |
| 2021 | Xtremo                                          | Chull Moo          | Película     |
| 2022 | La piedad                                       |                    | Película     |
| 2023 | Societat negra                                  | Liang              | Película     |

### Televisión
| Año       | Título                   | Papel                  | Notas        |
| --------- | ------------------------ | ---------------------- | ------------ |
| 2006-2007 | Porca misèria            | Alberto Jo-Lee         | 7 episodios  |
| 2007      | Aída                     | Bobby Tang             | 1 episodio   |
| 2008      | Vinagre                  |                        | 1 episodio   |
| 2009      | De repente, los Gómez    |                        | 1 episodio   |
| 2009-2010 | Pelotas                  | Kim Ki Yong            | 24 episodios |
| 2009-2013 | Crackòvia                | Varios papeles         | 10 episodios |
| 2009-2018 | Polònia                  | Varios papeles         | 27 episodios |
| 2012      | La fuga                  | Taku                   | 12 episodios |
| 2012-2013 | El barco                 | Cho Sung               | 12 episodios |
| 2015      | Anclados                 | Josep Lluís            | 8 episodios  |
| 2016      | En prácticas             | Director Agencia China | 1 episodio   |
| 2017      | Conquistadores: Adventum | Rajá Zuzú              | 1 episodio   |
| 2020      | En casa                  | Él mismo               | 1 episodio   |
| 2020      | Por H o por B            | China Me Fascina       | 2 episodios  |
| 2021      | 3 caminos                | Yoon Soo               | 8 episodios  |
| 2021      | La Fortuna               | Traductor              | 1 episodio   |
| 2021      | L'última nit del karaoke | Wang                   | 10 episodios |